# Frederic III de Saxònia-Gotha-Altenburg
Frederic III de Saxònia-Gotha-Altenburg (en alemany Friedrich III von Sachsen-Gotha-Altenburg) va néixer a Gotha (Alemanya) el 14 d'abril de 1699 i va morir a la mateixa ciutat el 10 de març de 1772. Era un noble alemany, fill del duc Frederic II (1676-1732) i de Magdalena Augusta d'Anhalt-Zerbst (1679-1740).
El 1732, amb la mort del seu pare, assumí el títol de duc de Saxònia-Gotha-Altenburg. El 1734, Frederic III va signar un acord de comerç amb els seus veïns, el príncep de Waldeck i el rei Frederic Guillem I de Prússia, amb la creació d'un impost al seu ducat ja prou castigat econòmicament per la Guerra dels Set Anys. A més, Frederic III mantenia un conflicte amb el seu veí i cosí Antoni Ulric de Saxònia-Meiningen, amb la filla del qual acabaria casant el seu fill Ernest II, hereu del ducat. Amb tot, durant el seu govern el ducat va mantenir-se com un dels petits estats de Turíngia més desenvolupats, essent la seva Cort un centre de la Il·lustració.
De 1748-1755 va ser regent del ducat de Saxònia-Weimar-Eisenach, en nom d'Ernest August II, des de 1750, juntament amb el seu parent Francesc Josies (1697-1764), duc de Saxònia-Coburg Saafeld.

## Matrimoni i fills
El 17 de setembre de 1729 es va casar amb la seva cosina Lluïsa Dorotea de Saxònia-Meiningen (1710-1767), filla del duc Ernest Lluís I (1672-1724) i de Dorotea de Saxònia-Gotha (1674-1713). El matrimoni va tenir vuit fills: 
- Frederic (1735-1756)
- Lluís (1735-1735), el qual tenia un germà bessó que va morir en el moment de néixer.
- Un altre fill nascut mort el 1739
- Frederica Lluïsa (1741-1776)
- Ernest II (1745-1804), duc de Saxònia-Gotha-Altenburg, i casat amb Carlota de Saxònia-Meiningen (1751-1827).
- Sofia (1746-1746)
- Augusta (1747-1806)